# Muzeum Indian w Spytkowie
Muzeum Indian w Spytkowie – prywatne muzeum położone w Spytkowie (powiat giżycki). Jego właścicielem jest Bogdan Zdanowicz, związany z Polskim Ruchem Przyjaciół Indian, prowadzący działalność gospodarczą Usługi Turystyczne VIKTORIO.
W latach 2003–2006 właściciel muzeum prowadził Wioskę Indiańską we wsi Wolisko (powiat giżycki). W 2006 roku muzeum zostało przeniesione do Spytkowa. W nowej siedzibie, na bazie ponad stuletniego, poniemieckiego budynku zorganizowane zostało Muzeum Indian Północnoamerykańskich, w którym prezentowana jest wystawa indiańskiej broni, strojów, sprzętów i przedmiotów codziennego użytku, przedmiotów obrzędowych, zabawek itp. Natomiast obok budynku wystawienniczego rozbijana jest wioska, składająca się z kilku tipi oraz konstrukcji obrzędowych.
Muzeum jest placówką sezonową, czynną od maja do września. Wstęp jest płatny. Placówka świadczy usługi dydaktyczne i rozrywkowe, zarówno dla gości indywidualnych jak i grup zorganizowanych.